# Ed Wood (film)
Ed Wood er en amerikansk film fra 1994, instrueret af Tim Burton. Filmen fortæller historien om "verdens dårligste filminstruktør", den excentriske transvestit Edward D. Wood jr., der spilles med stor, ukuelig entusiasme af Johnny Depp.
Filmen blev en publikumssucces og vandt et hav af priser. Bl.a. vandt skuespilleren Martin Landau en Oscar og en Golden Globe for sin skildring af den aldrende, morfinafhængige horrorstjerne Bela Lugosi, og Rick Baker m.fl. vandt en Oscar for Landaus makeup. På filmfestivalen i Cannes blev Tim Burton nomineret til en Guldpalme som Bedste Instruktør.
Siden filmen er Edward D. Wood jr. hyppigt blevet omtalt blot som "Ed Wood", hvilket dog kun var hans kælenavn.

## Medvirkende
- Johnny Depp (Edward D. Wood jr.)
- Martin Landau (Bela Lugosi)
- Sarah Jessica Parker (Dolores Fuller)
- Patricia Arquette (Kathy O'Hara)
- Jeffrey Jones (Criswell)
- G.D. Spradlin (Reverend Lemon)
- Vincent D'Onofrio (Orson Welles)
- Bill Murray (Bunny Breckinridge)
- Mike Starr (Georgie Weiss)
- Max Casella (Paul Marco)
- Brent Hinkley (Conrad Brooks)
- Lisa Marie (Vampira)
- George "The Animal" Steele (Tor Johnson)
- Juliet Landau (Loretta King)